# Philipp Orter
Philipp Orter, född 16 februari 1994, är en österrikisk utövare av nordisk kombination som ingick i det österrikiska lag som vann brons i normalbacke + 4 x 5 km vid VM 2017.